# Size Isn't Everything
Size Isn't Everything es el vigésimo álbum de estudio de The Bee Gees. Fue lanzado en el Reino Unido el 13 de septiembre de 1993, y demorado su lanzamiento en los Estados Unidos para el 2 de noviembre del mismo año.

## Historia
Este álbum marcó el regreso de los Bee Gees a Polydor Records, luego del contrato de 5 años y 3 álbumes con Warner Bros. Records.
De acuerdo con Robin en una publicación de marzo de 1992, los Bee Gees grabaron 7 nuevas canciones en enero. Maurice recordó más tarde, en 1992, de que la ocasión fue cuando regresó de su último encuentro con el alcoholismo, y encontró a Barry y Robin esperando por él antes de empezar a trabajar en las canciones. Lo que probablemente hicieron en enero fue grabar las pistas básicas por ellos mismos, como usualmente lo hacen, y quizás completaron las letras de los temas. Mientras tanto, Barry estaba constantemente visitando a su esposa que estaba en cama y a su hija prematura en el hospital, y probablemente manteniéndose ocupado en el estudio para alejar su mente de los problemas de salud. Además las canciones de Bee Gees que él incluso grabó otra más con Kelli Wolfe. Y como si esto no fuera suficiente, él también fue sometido a una operación a la espalda, aparentemente después de todas las grabaciones.
Después de que Barry, su esposa e hija se estaban recuperando, el 5 de marzo el padre de los hermanos, Hugh Gibb, murió. Era el cumpleaños de Andy Gibb. Como resultado de todos los eventos ocurridos a la familia, incluso después del prometedor inicio en enero de 1993 Size Isn’t Everything, Salió después ese año.
El 9 de agosto, Paying the Price of Love, el primer sencillo del álbum, fue lanzado en el Reino Unido con algunos Mix. Siendo la parte principal del álbum, el tema fue el único con un prominente falsetto de Barry y ritmo de baile. Cuando el álbum fue lanzado cinco semanas después, Paying the Price of Love fue cayendo en las listas. Con todo esto, alcanzó la posición #23 en el Reino Unido y luego durante la temporada navideña alcanzó solo el puesto #74 en dicho territorio. Size isn't Everything debutó en el puesto #33 a principios de septiembre, y en la semana siguiente cayó al lugar #71. Luego desapareció de las listas, solo volviendo en diciembre durante la promoción del segundo sencillo del álbum , la épica balada For Whom the Bell Tolls, dando un nuevo hit para las listas en la posición #28 durante la semana de Navidad, y, a continuación, superándose durante la primera semana de 1994 en el lugar #23. El álbum estuvo 16 semanas en el Top 100 del Reino Unido. En los Estados Unidos, mientras tanto, la reacción fue terrible, con el álbum debutando en la posición #153 y nunca recuperándose de ese lugar, y estando solo 3 semanas dentro de todo el Billboard 200. El sencillo For Whom the Bell Tolls, lanzado en Reino Unido el 15 de noviembre de 1993 fue un gran hit en toda Europa, quedándose 2 semanas en el puesto #4 en el Reino Unido, y un total de 14 semanas dentro del Top 75. En los Estados Unidos, una vez más el producto falló alcanzando solo el puesto #9 en el Bubbling Under Hot 100 Singles. Un tercer sencillo, la balada How to Fall in Love, Part 1 fue lanzado el 4 de abril de 1994 en el Reino Unido, llegando a un respetable 30.º lugar.
La recepción del álbum fue distinta en todo el mundo.

## Lista de canciones
Todas las composiciones por Barry, Robin y Maurice Gibb.
1. "Paying the Price of Love" – 4:12
  - El single principal del álbum. Tuvo numerosos mixes alternativos disponibles en diferentes publicaciones.
2. "Kiss of Life" – 4:14
  - Originalmente planeada como el segundo single del álbum, y lanzada como el cuarto single en algunos mercados. Es un enérgico híbrido de rock/dance con una impresionante vocalización compleja con las voces de Robin y Barry así como también las voces del grupo.
3. "How to Fall in Love (Part 1)" – 5:59
  - Extrañamente, no hubo una segunda parte disponible de la canción .
4. "Omega Man" – 3:59
  - Voz principal de Maurice Gibb.
5. "Haunted House" – 5:44
6. "Heart Like Mine" – 4:41
  - Robin dijo que estaba inspirado por las canciones de Enya, y él tomó parte de la lentitud y somnolencia de su música.
7. "Anything For You" – 4:36
8. "Blue Island" – 3:15
  - "Dedicada a los niños de Yugoslavia", de acuerdo con las notas de la línea.
9. "Above and Beyond" – 4:27
  - Voz principal de Maurice Gibb.
10. "For Whom the Bell Tolls" – 5:06
  - La balada épica, el hit más grande del álbum. El solo de guitarra fue interpretado por Slash (Guitarrista de la banda Guns N' Roses). Sin embargo, aparece desacreditado
11. "Fallen Angel" – 4:30
12. "Decadance" - 4:31
  - Un nuevo remix del clásico hit #1 "You Should Be Dancing", que fue incluido solo en la versión europea del álbum.

## Sencillos
| Fecha             | Sencillo                      | Notas                                                                  | Posiciones |
| ----------------- | ----------------------------- | ---------------------------------------------------------------------- | --- |
| Agosto de 1993    | "Paying the Price of Love"    | Lanzado Mundialmente                                                   | #19 Países Bajos, #23 Reino Unido, #24 Austria, #31 Francia, #33 Italia, #36 Alemania, #53 Canadá, #74 Estados Unidos |
| Noviembre de 1993 | "For Whom the Bell Tolls"     | Lanzado Mundialmente                                                   | #1 Brasil, #1 Argentina, #4 Reino Unido, #6 IE, #20 Países Bajos, #52 Alemania, #109 Estados Unidos                   |
| Abril de 1994     | "How to Fall in Love, Part 1" | Lanzado solo en el Reino Unido                                         | #30 |
| 1994              | "Kiss of Life"                | Lanzado solo en algunos mercados europeos como un sencillo promocional | - |
| 1994              | "Blue Island"                 | Lanzado solo en algunos mercados europeos como un sencillo promocional | - |

## Personal
- Robin Gibb: Voz, coros.
- Barry Gibb: Voz, coros, guitarra
- Maurice Gibb: Voz, coros, guitarra, teclado, sintetizador.

### Adicionales
- Alan Kendall - guitarra
- Tim Moore - teclados, sintetizador
- Tim Cansfield - guitarra
- George Perry - bajo
- Trevor Murrell - batería
- Ed Calle - saxofón
- Luis Jardim - percusión
- Gustav Lezcano - armónica

## Posicionamiento
| Lista          | Posición | Certificación   |
| -------------- | -------- | --------------- |
| Austria        | 6        | -               |
| Alemania       | 12       | -               |
| Suiza          | 14       | -               |
| Países Bajos   | 22       | -               |
| Reino Unido    | 23       | Gold (01/12/93) |
| Italia         | 28       | -               |
| Francia        | 28       | -               |
| Estados Unidos | 153      | -               |

- Datos: Q643388